# Greysi Félix Alejo
Greysi Félix Alejo Tabasco – meksykańska zapaśniczka w stylu wolnym. Piąta na mistrzostwach panamerykańskich w 2007 i 2010. Brązowa medalistka igrzysk Ameryki Środkowej i Karaibów w 2006 i czwarta w 2010 roku.